# Pseudaulacaspis syzygicola
Pseudaulacaspis syzygicola är en insektsart som beskrevs av Tang 1986. Pseudaulacaspis syzygicola ingår i släktet Pseudaulacaspis och familjen pansarsköldlöss. Inga underarter finns listade i Catalogue of Life.